# Coles County
Das Coles County ist ein County im US-amerikanischen Bundesstaat Illinois. Im Jahr 2010 hatte das County 53.873 Einwohner und eine Bevölkerungsdichte von 40,9 Einwohnern pro Quadratkilometer. Der Verwaltungssitz (County Seat) ist Charleston.

## Geografie
Das County liegt östlich des Zentrums von Illinois und wird vom Embarras River sowie dem Little Wabash River durchflossen. Es hat eine Fläche von 1316 Quadratkilometern, wovon fünf Quadratkilometer Wasserfläche sind. An das Coles County grenzen folgende Nachbarcountys:
|                 | Douglas County    | Edgar County |
| Moultrie County |                   |              |
| Shelby County   | Cumberland County | Clark County |

## Geschichte

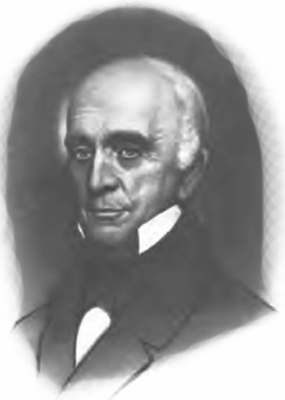
E. Coles

1824 war das spätere County noch eine reine Wildnis, als die ersten Siedler ankamen. Es waren John Parker und seine Söhne aus Tennessee und Samuel Kellog und seine Familie, insgesamt 14 Personen.
Das Coles County wurde 1830 aus Teilen des Clark County gebildet. Das County war damals noch wesentlich größer, da die das Cumberland und das Douglas County, die ebenfalls daraus gebildet wurden, noch nicht existierten. Benannt wurde es nach Edward Coles (1786–1868), dem zweiten Gouverneur von Illinois (1822–1826).

1831 wurde das erste Gerichtsgebäude erbaut und in seinem Umkreis hat sich die Stadt Charleston entwickelt. Dieses Gebäude diente in seiner Funktion bis 1835, bis das erste Steingebäude errichtet wurde.

## Demografische Daten

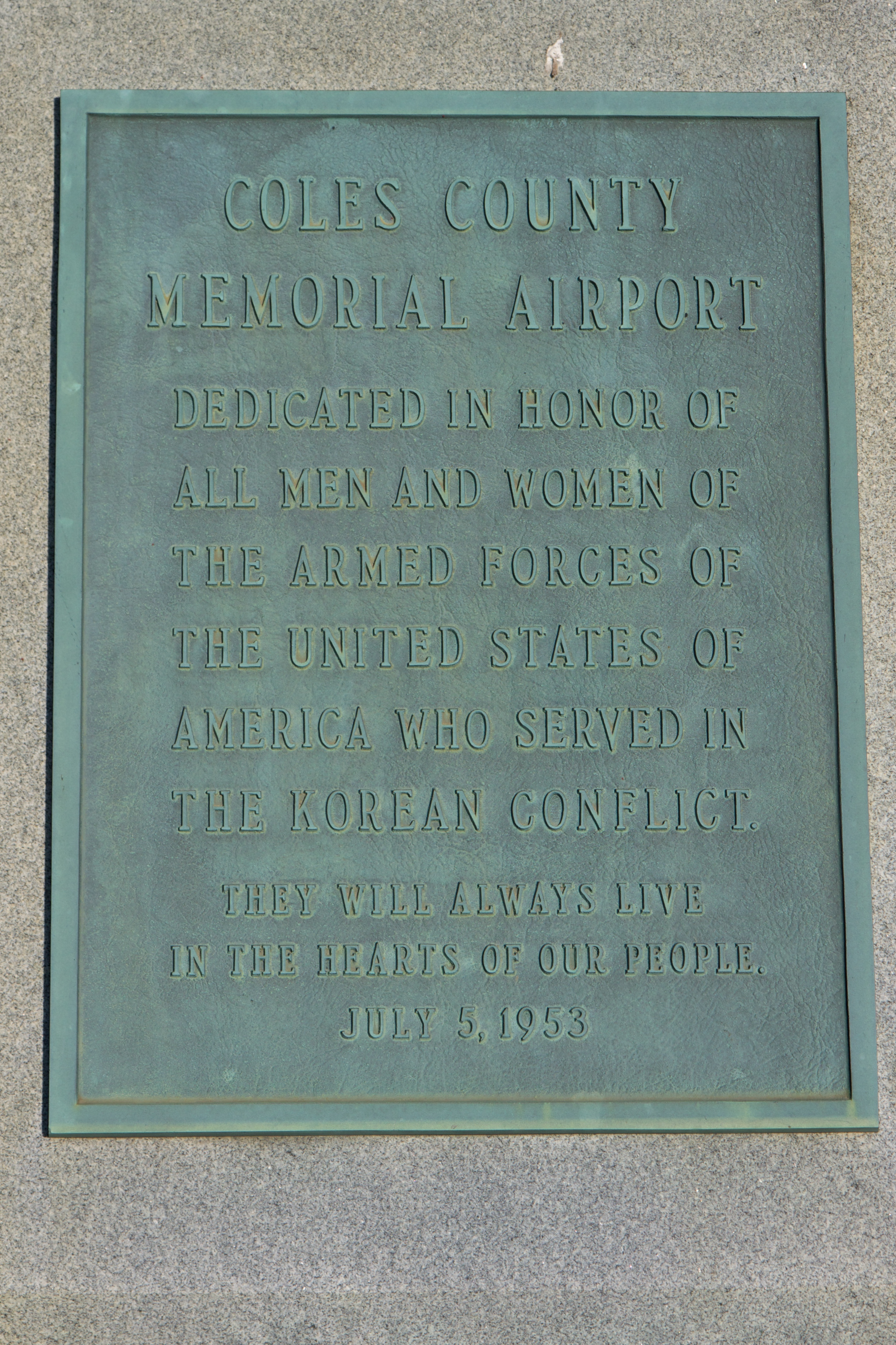
Gedenktafel an die gefallenen Soldaten im Koreakrieg am Coles County Memorial Airport

Nach der Volkszählung im Jahr 2010 lebten im Coles County 53.873 Menschen in 21.076 Haushalten. Die Bevölkerungsdichte betrug 40,9 Einwohner pro Quadratkilometer. In den 21.076 Haushalten lebten statistisch je 2,05 Personen.
Ethnisch betrachtet setzte sich die Bevölkerung zusammen aus 92,9 Prozent Weißen, 3,8 Prozent Afroamerikanern, 0,2 Prozent amerikanischen Ureinwohnern, 1,0 Prozent Asiaten sowie aus anderen ethnischen Gruppen; 1,5 Prozent stammten von zwei oder mehr Ethnien ab. Unabhängig von der ethnischen Zugehörigkeit waren 2,1 Prozent der Bevölkerung spanischer oder lateinamerikanischer Abstammung.
18,5 Prozent der Bevölkerung waren unter 18 Jahre alt, 67,7 Prozent waren zwischen 18 und 64 und 13,8 Prozent waren 65 Jahre oder älter. 51,8 Prozent der Bevölkerung war weiblich.

Das jährliche Durchschnittseinkommen eines Haushalts lag bei 37.790 USD. Das Prokopfeinkommen betrug 19.798 USD. 19,1 Prozent der Einwohner lebten unterhalb der Armutsgrenze.

## Ortschaften im Coles County
| Citys - Charleston - Mattoon - Oakland | Villages - Ashmore - Humboldt - Lerna |

Unincorporated Communities
| - Bushton - Campbell - Coles - Cooks Mills - Diona2 - Dorans | - Embarrass - Etna - Fairgrange - Fuller1 - Hutton - Janesville2 | - Jones - Kings - Lipsey - Loxa - Magnet - Newby | - Paradise - Rardin - Trilla - Wabash Point |

1 – teilweise im Moultrie County

2 – teilweise im Cumberland County

## Gliederung
Das Coles County ist in zwölf Townships eingeteilt:
| Township              | Einwohner (2010) | FIPS     |
| --------------------- | ---------------- | -------- |
| Ashmore Township      | 1.364            | 17-02570 |
| Charleston Township   | 23.916           | 17-12580 |
| East Oakland Township | 1.388            | 17-22138 |
| Humboldt Township     | 1.341            | 17-36555 |
| Hutton Township       | 919              | 17-36880 |
| Lafayette Township    | 4.822            | 17-40637 |

| Township                | Einwohner (2010) | FIPS     |
| ----------------------- | ---------------- | -------- |
| Mattoon Township        | 15.817           | 17-47566 |
| Morgan Township         | 359              | 17-50400 |
| North Okaw Township     | 983              | 17-54014 |
| Paradise Township       | 1.351            | 17-57615 |
| Pleasant Grove Township | 1.327            | 17-60469 |
| Seven Hickory Township  | 286              | 17-68718 |

|  |